# Olympische Sommerspiele 2016/Kanu – Vierer-Kajak 1000 m (Männer)
Der Kanuwettbewerb im Vierer-Kajak 1000 Meter der Männer (Kurzbezeichnung: K4 1000) bei den Olympischen Spielen 2016 in Rio de Janeiro wurde vom 19. bis 20. August 2016 in der Lagoa Rodrigo de Freitas ausgetragen. 56 Athleten aus 14 Nationen nahmen an dem Wettkampf teil.
Zunächst wurden dabei zwei Vorläufe ausgetragen, bei denen sich die jeweiligen Gewinner direkt für das A-Finale qualifizierte. Die übrigen Kanuten erhielten eine weitere Chance im Halbfinale, in dem sich aus beiden Läufen die ersten drei Boote für das A-Finale qualifizierten, während die übrigen Boote im B-Finale an den Start gingen, wo um die Positionen neun bis dreizehn gefahren wurde.

## Titelträger
| Olympiasieger | J. Clear, D. Smith, T. Smith, M. Stewart | London 2012  |
| Weltmeister   | D. Myšák, E. Vlček, J. Tarr, T. Linka    | Mailand 2015 |

## Zeitplan
- Vorläufe: 19. August 2016, 9:51 Uhr (Ortszeit)
- Halbfinale: 19. August 2016, 10:51 Uhr (Ortszeit)
- Finale: 20. August 2016, 10:04 Uhr (Ortszeit)

## Vorläufe

### Lauf 1
| Platz | Kanuten                                                                       | Nation      | Zeit         | Bemerkung  |
| ----- | ----------------------------------------------------------------------------- | ----------- | ------------ | ---------- |
| 1     | Marcus Groß / Max Hoff / Tom Liebscher / Max Rendschmidt                      | Deutschland | 2:52,836 min | A-Finale   |
| 2     | Tibor Linka / Denis Myšák / Juraj Tarr / Erik Vlček                           | Slowakei    | 2:55,628 min | Halbfinale |
| 3     | Jacob Clear / Riley Fitzsimmons / Jordan Wood / Ken Wallace                   | Australien  | 2:55,666 min | Halbfinale |
| 4     | David Fernandes / Fernando Pimenta / João Ribeiro / Emanuel Silva             | Portugal    | 3:01,498 min | Halbfinale |
| 5     | Étienne Hubert / Arnaud Hybois / Sébastien Jouve / Cyrille Carré              | Frankreich  | 3:02,376 min | Halbfinale |
| 6     | Roberto Maehler / Celso Oliveira / Gilvan Ribeiro / Vagner Souta              | Brasilien   | 3:04,804 min | Halbfinale |
| 7     | Ilya Golendov / Sergei Tokarnizki / Alexander Jemeljanow / Andrei Jergutschow | Kasachstan  | 3:04,883 min | Halbfinale |

### Lauf 2
| Platz | Kanuten                                                                   | Nation      | Zeit         | Bemerkung  |
| ----- | ------------------------------------------------------------------------- | ----------- | ------------ | ---------- |
| 1     | Josef Dostál / Daniel Havel / Jan Štěrba / Lukáš Trefil                   | Tschechien  | 2:52,027 min | A-Finale   |
| 2     | Juan Ignacio Cáceres / Gonzalo Carreras / Daniel Dal Bo / Pablo de Torres | Argentinien | 2:55,103 min | Halbfinale |
| 3     | Óscar Carrera / Rodrigo Germade / Javier Hernanz / Iñigo Peña             | Spanien     | 2:55,514 min | Halbfinale |
| 4     | Roman Anoschkin / Kirill Ljapunow / Wassili Pogreban / Oleg Schestkow     | Russland    | 2:56,662 min | Halbfinale |
| 5     | Benjámin Ceiner / Tibor Hufnágel / Attila Kugler / Tamás Somorácz         | Ungarn      | 3:00,369 min | Halbfinale |
| 6     | Marko Tomićević / Milenko Zorić / Dejan Pajić / Vladimir Torubarov        | Serbien     | 3:05,272 min | Halbfinale |
| 7     | Mauro Crenna / Giulio Dressino / Alberto Ricchetti / Nicola Ripamonti     | Italien     | 3:10,266 min | Halbfinale |

## Halbfinale

### Lauf 1
| Platz | Kanuten                                                                       | Nation      | Zeit         | Bemerkung |
| ----- | ----------------------------------------------------------------------------- | ----------- | ------------ | --------- |
| 1     | Jacob Clear / Riley Fitzsimmons / Jordan Wood / Ken Wallace                   | Australien  | 2:58,222 min | A-Finale  |
| 2     | David Fernandes / Fernando Pimenta / João Ribeiro / Emanuel Silva             | Portugal    | 2:58,233 min | A-Finale  |
| 3     | Marko Tomićević / Milenko Zorić / Dejan Pajić / Vladimir Torubarov            | Serbien     | 2:59,636 min | A-Finale  |
| 4     | Ilya Golendov / Sergei Tokarnizki / Alexander Jemeljanow / Andrei Jergutschow | Kasachstan  | 3:00,592 min | B-Finale  |
| 5     | Benjámin Ceiner / Tibor Hufnágel / Attila Kugler / Tamás Somorácz             | Ungarn      | 3:00,645 min | B-Finale  |
| 6     | Juan Ignacio Cáceres / Gonzalo Carreras / Daniel Dal Bo / Pablo de Torres     | Argentinien | 3:00,952 min | B-Finale  |

### Lauf 2
| Platz | Kanuten                                                               | Nation     | Zeit         | Bemerkung |
| ----- | --------------------------------------------------------------------- | ---------- | ------------ | --------- |
| 1     | Tibor Linka / Denis Myšák / Juraj Tarr / Erik Vlček                   | Slowakei   | 2:59,362 min | A-Finale  |
| 2     | Óscar Carrera / Rodrigo Germade / Javier Hernanz / Iñigo Peña         | Spanien    | 3:00,237 min | A-Finale  |
| 3     | Étienne Hubert / Arnaud Hybois / Sébastien Jouve / Cyrille Carré      | Frankreich | 3:00,896 min | A-Finale  |
| 4     | Roman Anoschkin / Kirill Ljapunow / Wassili Pogreban / Oleg Schestkow | Russland   | 3:01,065 min | B-Finale  |
| 5     | Mauro Crenna / Giulio Dressino / Alberto Ricchetti / Nicola Ripamonti | Italien    | 3:03,868 min | B-Finale  |
| 6     | Roberto Maehler / Celso Oliveira / Gilvan Ribeiro / Vagner Souta      | Brasilien  | 3:09,220 min | B-Finale  |

## Finale

### B-Finale
Anmerkung: Gefahren wurde hier um die Platz neun bis vierzehn, das heißt, die Sieger des B-Finales aus Russland wurden insgesamt Neunter usw.
| Platz | Kanuten                                                                       | Nation      | Zeit         |
| ----- | ----------------------------------------------------------------------------- | ----------- | ------------ |
| 1     | Roman Anoschkin / Kirill Ljapunow / Wassili Pogreban / Oleg Schestkow         | Russland    | 3:06,825 min |
| 2     | Ilya Golendov / Sergei Tokarnizki / Alexander Jemeljanow / Andrei Jergutschow | Kasachstan  | 3:08,715 min |
| 3     | Benjámin Ceiner / Tibor Hufnágel / Attila Kugler / Tamás Somorácz             | Ungarn      | 3:10,388 min |
| 4     | Juan Ignacio Cáceres / Gonzalo Carreras / Daniel Dal Bo / Pablo de Torres     | Argentinien | 3:12,621 min |
| 5     | Roberto Maehler / Celso Oliveira / Gilvan Ribeiro / Vagner Souta              | Brasilien   | 3:13,337 min |
| 6     | Mauro Crenna / Giulio Dressino / Alberto Ricchetti / Nicola Ripamonti         | Italien     | 3:14,399 min |

### A-Finale
| Platz | Kanuten                                                            | Nation      | Zeit         |
| ----- | ------------------------------------------------------------------ | ----------- | ------------ |
| 1     | Marcus Groß / Max Hoff / Tom Liebscher / Max Rendschmidt           | Deutschland | 3:02,143 min |
| 2     | Tibor Linka / Denis Myšák / Juraj Tarr / Erik Vlček                | Slowakei    | 3:05,044 min |
| 3     | Josef Dostál / Daniel Havel / Jan Štěrba / Lukáš Trefil            | Tschechien  | 3:05,176 min |
| 4     | Jacob Clear / Riley Fitzsimmons / Jordan Wood / Ken Wallace        | Australien  | 3:06,731 min |
| 5     | Óscar Carrera / Rodrigo Germade / Javier Hernanz / Iñigo Peña      | Spanien     | 3:06,768 min |
| 6     | David Fernandes / Fernando Pimenta / João Ribeiro / Emanuel Silva  | Portugal    | 3:07,482 min |
| 7     | Étienne Hubert / Arnaud Hybois / Sébastien Jouve / Cyrille Carré   | Frankreich  | 3:07,488 min |
| 8     | Marko Tomićević / Milenko Zorić / Dejan Pajić / Vladimir Torubarov | Serbien     | 3:10,241 min |